# Ếch giun nguyễn
Ếch giun nguyễn (tên khoa học: Ichthyophis nguyenorum) là một loài ếch giun sọc thuộc họ Ếch giun mới được phát hiện tại cao nguyên Kon Tum, miền Trung Việt Nam vào năm 2006 và được công bố năm 2012. Tên loài này được đặt để vinh danh Nguyễn Quảng Trường và Nguyễn Thiên Tạo, hai nhà sinh vật học Việt Nam có đóng góp trong việc phát hiện ra loài này.